# Cladorhiza bathycrinoides
Cladorhiza bathycrinoides är en svampdjursart som beskrevs av Koltun 1955. Cladorhiza bathycrinoides ingår i släktet Cladorhiza och familjen Cladorhizidae. Inga underarter finns listade i Catalogue of Life.